# Flagellostomias
Flagellostomias is een monotypisch geslacht van straalvinnige vissen uit de familie van Stomiidae. Het geslacht is voor het eerst wetenschappelijk beschreven in 1927 door Parr.

## Soort
- Flagellostomias boureei (Zugmayer, 1913)